# S1mple
亞歷山大·奧萊霍維奇·科斯特列夫（羅馬化：Oleksandr Olehovych Kostyliev；1997年10月2日—），較廣為人知的是其遊戲代號s1mple，烏克蘭《絕對武力：全球攻勢》職業電子競技選手，司職AWP狙擊手，現效力於美國戰隊FaZe Clan。他被廣泛認為是《絕對武力：全球攻勢》最出色的選手之一。2023年，《絕對武力：全球攻勢》下線，其職業賽事隨之成為歷史。對《絕對武力》選手的職業表現擁有權威評價的網站HLTV發佈了一篇文章，其中認為s1mple是《絕對武力：全球攻勢》歷史最佳選手。

## 早年生活
s1mple於1997年10月2日出生於烏克蘭基輔，母親名叫安潔莉卡（Angelika），父親則是奧列格（Oleg）。在他哥哥阿列克謝（Alexey）的推薦下，他從四歲開始玩《反恐精英》系列的遊戲。在《絕對武力：全球攻勢》於2012年發行後不久，s1mple便開始玩這款遊戲，並在一年後加入其人生中第一隊電競隊伍。

## 電競生涯

### 2014年
s1mple的第一支隊伍是LAN DODGERS，但他很快就被Courage Gaming簽下。大約在2014年9月的時候，s1mple與Hellraisers簽約，得以與其偶像「markeloff」葉戈爾·馬爾凱洛夫（Yegor Markelov）和「ANGE1」基里爾·卡拉西奧（Kirill Karasiow）、「Dosia」米哈伊爾·斯托利亞洛夫（Mikhail Stolyarov）、「kUcheR」埃米爾·阿肯多夫（Emil Akhundov）一起組隊。

### 2015年
2015年1月，s1mple因其對德國人的煽動性言論而迅速被Hellraisers解約，同時被ESL禁止參與CS1.6賽事，為期一年。s1mple之後很快就被Flipsid3 Tactics簽下，並代表參加2015年電子競技世界盃的CS:GO賽事，但Flipsid3 Tactics在四強的敗陣使他提前離隊。在他職業生涯的這段時期，s1mple被人評論為是一個言行及行為都很粗魯的人。

### 2016年
在大學讀了一段時間的漢語課程後，s1mple於2016年初移居至美國並加盟Team Liquid。他在那裡與於2015年電子競技世界盃同樣效力於Flipsid3 Tactics的「Hiko」斯賓塞·馬丁（Spencer Martin）建立了良好的關係。Team Liquid在MLG哥倫布大獎賽中成功殺入半決賽，但最終敗給該屆的冠軍Luminosity Gaming。儘管取得如此成績，s1mple卻因為思鄉的關係而返回烏克蘭，但由於「adreN」埃里克·霍格（Eric Hoag）被解約的關係，他得以在2016年ESL One科隆站再次代表Liquid參賽。而在ESL One科隆站對陣Fnatic的半決賽期間，s1mple做出了其中一個被認為是CS:GO職業比賽中最知名的操作之一：在落地的瞬間成功盲狙敵方兩名玩家，維爾福之後亦在當時的地圖死城之謎（Cache）加入一個紀念其操作的塗鴉。最終Team Liquid在決賽中輸給前身為Luminosity Gaming的SK Gaming奪得亞軍，但他們也成為第一支進入ESL賽事決賽的北美隊伍。離開Team Liquid後，s1mple加入Natus Vincere，取代「Zeus」達尼洛·特斯連科（Danylo Teslenko）。在2016年ESL One紐約站上，他助Na'Vi贏得冠軍，並憑著優秀表現名列在HLTV前20名選手榜單的第4位。

### 2017年
在2017年ELEAGUE大獎賽上，Na'Vi在八強賽敗給Astralis。之後在PGL克拉科夫大獎賽上，他們再次遭受挫敗，僅取得分組賽出局的成績，因此Na'Vi把「GuardiaN」拉迪斯瓦夫·科瓦奇（Ladislav Kovacs）剔出隊伍，並重新召回「Zeus」、「seized」丹尼斯·柯斯丁（Denis Kostin）和買入Gambit Esports的教練「Kane」米哈伊洛·布拉金（Mikhaylo Blagin）作補強。儘管作出如此改動，Na'Vi的成績仍然沒有明顯的起色，而剛回隊的「seized」不久也被「electronic」丹尼斯·沙里波夫（Denis Sharipov）取代。s1mple在2017年並沒有取得太大的成功，最好成績只是助隊伍打入2017年ESL One科隆站的半決賽，但是他仍保持著去年的個人風格。在該年HLTV前20名選手榜單中，s1mple名列第8位，比上年下跌4位。

### 2018年
Na'Vi在2018年ELEAGUE大獎賽波士頓站上以四強的成績作結。而在此之前，巴西戰隊MIBR曾嘗試邀請s1mple和「flamie」伊戈爾·瓦西列夫（Egor Vasilev）加盟，據報導這筆交易己接近完成，但由於轉會費過高的關係而宣布告吹。在DreamHack大師賽馬賽站取得亞軍後，Na'Vi在第五季StarSeries奪標，之後又分別在CS:GO亞洲邀請賽和ESL One科隆站上拿到桂冠。而儘管s1mple本人則在StarSeries和DreamHack大師賽馬賽站上拿到MVP。在2018年倫敦FACEIT特級錦標賽上，Na'Vi敗給之前科隆站的手下敗將Astralis奪得亞軍。BLAST職業系列賽里斯本站為Na'Vi該年最後一個奪冠的賽事，而s1mple則再次拿到MVP。因著s1mple的個人表現，HLTV把前20名選手榜單的首位給予了他。

### 2019年
Na'Vi在2019年的首個大滿貫賽事中名列第三至第四，而s1mple則保持其在2018年的火熱狀態，並在第七季StarSeries拿到MVP。在此之後，Na'Vi陷入低迷，該隊教練從而把s1mple的長年隊友「Edward」約翰·蘇哈里耶夫（Ioann Sukhariev）下放冷板凳，並以之後在9月成為隊長的「Boombl4」基里爾·米哈伊洛夫（Kirill Mikhailov）取代之。同年s1mple以略低于「ZywOo」馬蒂厄·赫博（Mathieu Herbaut）的个人数据成为HLTV年度第二名。

### 2025年
2025年5月5日，s1mple以租借形式转会代替broky进入FaZe Clan，并参加IEM达拉斯站和奥斯汀Major。

## 獲得獎項

### 團隊
| 名次            | 賽事                          | 地點                 | 日期                            |
| 與Team Liquid   | 與Team Liquid                 | 與Team Liquid        | 與Team Liquid                   |
| --------------- | ----------------------------- | -------------------- | ------------------------------- |
| 銅牌            | MLG哥倫布大獎賽               | 美国俄亥俄州哥倫布   | 2016年3月29日– 2016年4月3日     |
| 銀牌            | 2016年ESL One科隆站           | 德国科隆             | 2016年7月5日 – 2016年7月10日    |
| 與Natus Vincere |                               |                      |                                 |
| 金牌            | 2016年ESL One紐約站           | 美国紐約州紐約       | 2016年9月10日 – 2016年10月2日   |
| 銅牌            | 第三季StarSeries              | 乌克兰基輔           | 2017年4月4日 – 2017年4月9日     |
| 銅牌            | 2017年ESL One科隆站           | 德国科隆             | 2017年7月7日 – 2017年7月9日     |
| 銅牌            | 2018年ELEAGUE大獎賽波士頓站   | 美国麻薩諸塞州波士頓 | 2018年1月12日 – 2018年1月28日   |
| 銀牌            | 2018年DreamHack大師賽馬賽站   | 法國馬賽             | 2018年4月18日 – 2018年4月22日   |
| 金牌            | 第五季StarSeries              | 乌克兰基輔           | 2018年5月28日 – 2018年6月6日    |
| 金牌            | 2018年CS:GO亞洲邀請賽         | 中国上海             | 2018年6月14日 – 2018年6月18日   |
| 金牌            | 2018年ESL One科隆站           | 德国科隆             | 2018年7月3日 – 2018年7月8日     |
| 銅牌            | 2018年ELEAGUE CS:GO超級賽     | 美国喬治亞州亞特蘭大 | 2018年7月21日 – 2018年7月29日   |
| 銀牌            | 2018年倫敦FACEIT特級錦標賽    | 英国倫敦             | 2018年9月5日 – 2018年9月23日    |
| 銀牌            | 2018年震中盃                  | 俄羅斯莫斯科         | 2018年10月23日 – 2018年10月28日 |
| 銀牌            | 2018年BLAST職業系列賽里斯本站 | 葡萄牙里斯本         | 2018年12月14日 – 2018年12月15日 |
| 銅牌            | 2019年IEM卡托維茲站           | 波蘭卡托維兹         | 2019年2月13日 – 2019年3月3日    |
| 金牌            | 第七季StarSeries              | 中国上海             | 2019年3月30日 – 2019年4月7日    |
| 金牌            | 2021年PGL大獎賽斯德哥爾摩站   | 瑞典斯德哥爾摩       | 2021年10月26日 – 2021年11月7日  |

### 個人
排名
- HLTV前20名選手榜單：4th（2016）[21]、8th（2017）[41]、1st（2018）[42]

MVP
- 2017年DreamHack冬季賽（英语：DreamHack Winter 2017）
- 第四季StarSeries
- 第五季StarSeries
- 2018年ESL One科隆站（英语：ESL One Cologne 2018）
- 2018年DreamHack大師賽馬賽站
- 2018年CS:GO亞洲冠軍賽
- 2018年BLAST職業系列賽（英语：BLAST Pro Series）哥本哈根站[43]
- 第七季StarSeries
- 2021年PGL大獎賽斯德哥爾摩站

EVP
- MLG哥倫布大獎賽（英语：MLG Major Championship: Columbus）
- 2016年ESL One科隆站（英语：ESL One Cologne 2016）
- 2018年FACEIT大獎賽倫敦站（英语：FACEIT Major: London 2018）[44]
- 2019年IEM卡托維茲站（英语：Intel Extreme Masters Season XIII – World Championship Major）

其他獎項
- 2018年電子競技獎年度電腦遊戲選手[45]